# 전당시
《전당시》(全唐詩)는 중국 청(淸) 강희제(康熙帝)의 칙명에 따라 팽정구(彭定求) 등이 당시(唐詩)를 모아 엮은 한시집이다. 전 900권으로 목록 12권에 보유(補遺) 6권과 사(詞) 12권이 있다.

## 개요
원래 제목은 어정전당시(御定全唐詩)이다. 내용은 제목대로 당(唐) 때의 한시(漢詩) 전반을 망라하고 있는 데서 그치지 않고 오대 십국 시대의 시 작품들도 포함하고 있다. 수록된 작품의 작자는 2,900명에 이르며, 작품 수는 48,900수이다.
명(明)의 호진형(胡震亨)이 지은 《당음통첨》(唐音統籤)과 《당음계첨》(唐音癸籤)을 초고로 하여 청의 내부(內府)에 소장되어 있던 《전당시집》(全唐詩集)을 더하고 여기에 잔비(残碑)・단갈(斷碣)・패사(稗史)・잡서(雜書) 등에서도 당대의 한시를 채록하여 강희(康煕) 42년(1703년)에 완성하였다.
당대의 한시 문학을 총괄하였다는 점에서 의의가 크지만, 사실 관계에서 사실과 틀리거나 빠진 부분도 적지 않은데, 《전당시》에는 당의 인물로 기록된 온여(溫如)라는 인물이 사실은 당대의 인물이 아니며, 당 초기의 시승이었던 왕범지(王梵志)라는 인물의 작품이나 당 말기의 관인이었던 위장(韋莊)의 《진부음》(秦婦吟)은 《전당시》에서 아예 빠져 있기도 하다.
한국에는 조선 숙종(肅宗) 39년(1713년)에 김창집(金昌集)이 《고문연감》(古文淵鑑), 《패문운부》(佩文韻府) 등 모두 3백여 권을 사 가지고 왔다는 기록이 있으며, 7년 뒤인 경종 즉위년(1720년)에 동지사로 청을 방문했던 이의현(李宜顯)이 이듬해 2월 귀국길에 《전당시》를 사가지고 돌아왔다(《경자연행잡지》). 일본에서도 에도 시대(江戸時代)에 전래되어 호평을 받았으며, 《전당시》에서 빠진 당시를 유학자 이치카와 간사이(市河寛斎)가 모아서 《전당시일》(全唐詩逸) 3권을 짓기도 했다.

청나라의 서작(徐焯)이 《전당시》에 실린 작품들을 추려내 100권으로 엮은 책인 《전당시록》이 있다.

## 구성
- 제왕후비(帝王后妃)
- 악장(楽章)
- 악부(樂府)
- 신하의 시
- 연구(聨句)
- 일구(逸句)
- 명원(名媛)
- 승도(僧道)
- 외국(外國)
- 선신(仙神)
- 귀괴(鬼怪)
- 해학(諧謔)
- 제잡체(諸雜體) - 제어(題語)・판(判)・가(歌)・첨기(讖記)・어(語)・언미(諺謎)・요(謡)・주령(酒令)・점사(占辞)・몽구(蒙求)

## 같이 보기
- 강희제
- 문원영화
- 설요
- 전당문